# Équipe du Ghana des moins de 20 ans de football
Maillots
L'équipe du Ghana des moins de 20 ans est une sélection de joueurs de moins de 20 ans au début des deux années de compétition placée sous la responsabilité de la Fédération du Ghana de football.

## Histoire
L'équipe a remporté 4 fois la Coupe d'Afrique des nations des moins de 20 ans et a été championne du monde en 2009.

## Parcours en Coupe d'Afrique des nations des moins de 20 ans
- 1979 : Ne participe pas
- 1981 : Ne participe pas
- 1983 : Ne participe pas
- 1985 : Non qualifié
- 1987 : Non qualifié
- 1989 : Non qualifié
- 1991 :  3e
- 1993 :  Vainqueur
- 1995 : Non qualifié
- 1997 : 4e
- 1999 :  Vainqueur
- 2001 :  Finaliste
- 2003 :  Phases de groupe
- 2005 : Non qualifié
- 2007 : Non qualifié
- 2009 :  Vainqueur
- 2011 : Phases de groupe
- 2013 :  Finaliste
- 2015 :  3e
- 2017 : Non qualifié
- 2019 : Phases de groupe
- 2021 :  Vainqueur
- 2023 : Non qualifié
- 2025 : Quart de finale

## Parcours en Coupe du monde des moins de 20 ans
- 1977 : Ne participe pas
- 1979 : Ne participe pas
- 1981 : Ne participe pas
- 1983 : Ne participe pas
- 1985 : Non qualifié
- 1987 : Disqualifié
- 1989 : Non qualifié
- 1991 : Non qualifié
- 1993 :  Finaliste
- 1995 : Non qualifié
- 1997 : 4e
- 1999 : Quart de finaliste
- 2001 :  Finaliste
- 2003 : Non qualifié
- 2005 : Non qualifié
- 2007 : Non qualifié
- 2009 :  Vainqueur
- 2011 : Non qualifié
- 2013 :  3e
- 2015 : Huitième de finaliste
- 2017 : Non qualifié
- 2019 : Non qualifié
- 2021 : Qualifié, Annulé a cause du covid
- 2023 : Non qualifié
- 2025 : Non qualifié

## Palmarès

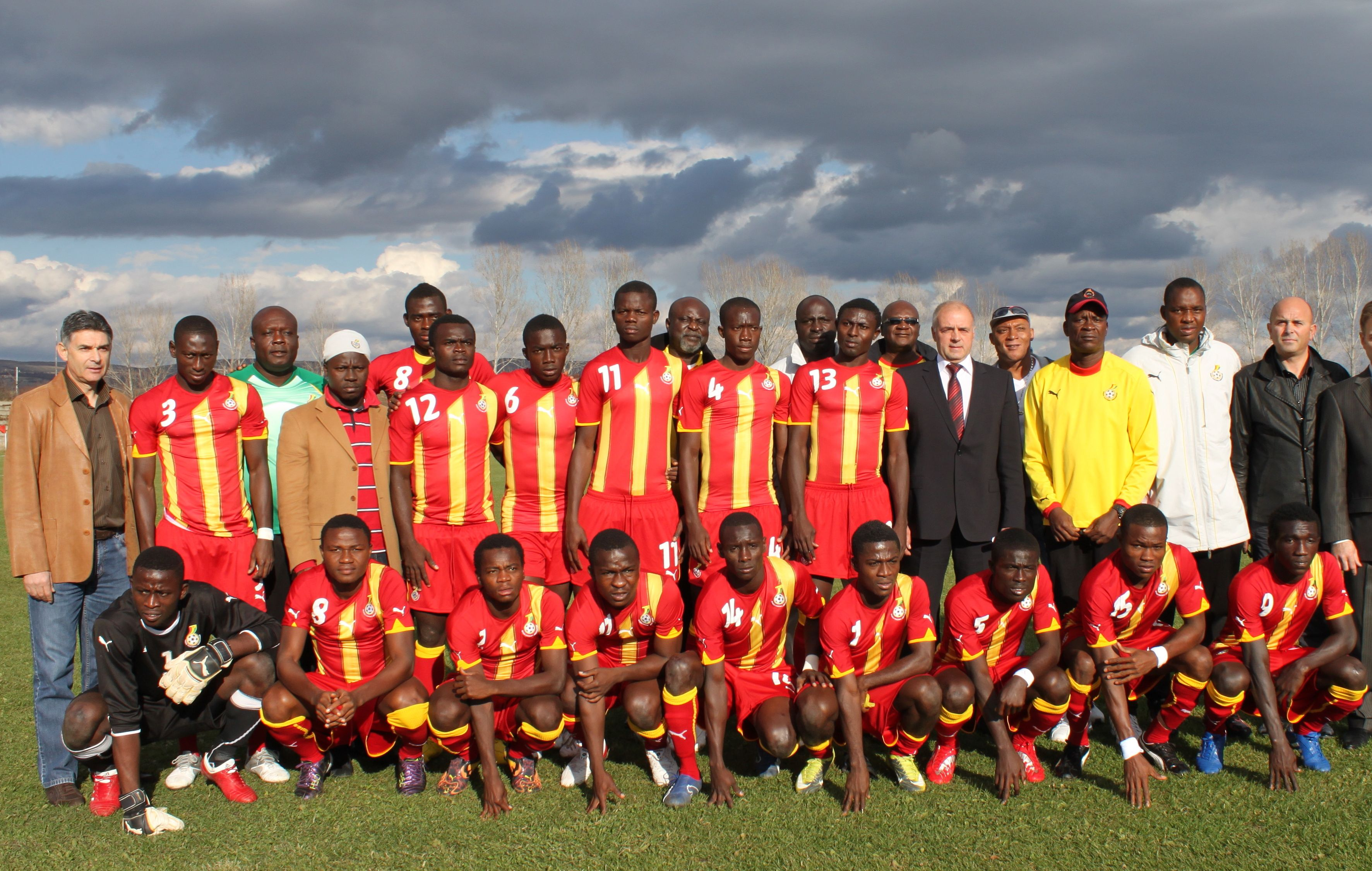
Ghana équipe nationale-21 avant le match amical avec l'équipe amateur bulgare Slivnishki geroi (1-1), 18-11-2010, Slivnitsa, en Bulgarie.

- Coupe du monde de football des moins de 20 ans :
  - Vainqueur : 2009.
  - Vice-champion : 1993 et 2001.
  - Troisième : 2013
- Coupe d'Afrique des nations des moins de 20 ans : 
  - Vainqueur : 1993, 1999, 2009 et 2021.
  - Vice-champion : 2001 et 2013.
- Championnat U-20 Zone B de l'UFOA
  - Vainqueur : 2020[1]
  - Finaliste : 2024
- Football aux Jeux africains
  - Vainqueur : 2023

## Principaux sélectionneurs
- 2023- :  Desmond Ofei
- 2022-2024 :  Samuel Boadu
- 2020-2022 :  Abdul Karim Zito
- 2018-2020 :  Jimmy Cobblah
- 2015-2016 :  Mas-ud Didi Dramani
- 2012-2015 :  Sellas Tetteh
- 2010-2012 :  Orlando Wellington
- 2009-2010 :  David Duncan
- 2008-2010 :  Sellas Tetteh
- 2004-2005:  David Duncan
- 2001 :  Emmanuel Kwasi Afranie
- 1998-1999 :  Giuseppe Dossena
- 1997 :  Francis Oti Akenteng
- 1992-1993 :  Fred Osam-Duodu

## Liste des joueurs en Coupe du monde
Liste des joueurs pour la Coupe du monde des moins de 20 ans 2009
| Numéro / Nom       | Numéro / Nom           | Équipe actuelle                | Date de naissance | J.              |                 |                 |                 |                 |
| Gardiens de but    | Gardiens de but        | Gardiens de but                | Gardiens de but   | Gardiens de but | Gardiens de but | Gardiens de but | Gardiens de but | Gardiens de but |
| ------------------ | ---------------------- | ------------------------------ | ----------------- | --------------- | --------------- | --------------- | --------------- | --------------- |
| 1                  | Daniel Adjei           | Liberty Professionals          | 10.11.1989        | 7               | 0               | 0               | 0               | 0               |
| 16                 | Robert Dabuo           | All Stars FC                   | 10.12.1990        | 0               | 0               | 0               | 0               | 0               |
| 21                 | Joseph Addo            | Sekondi Hasaacas               | 02.11.1990        | 0               | 0               | 0               | 0               | 0               |
| Défenseurs         |                        |                                |                   |                 |                 |                 |                 |                 |
| 2                  | Samuel Inkoom          | FC Bâle                        | 01.06.1989        | 6               | 0               | 1               | 0               | 0               |
| 4                  | Jonathan Mensah        | Free State Stars Football Club | 13.07.1990        | 6               | 0               | 2               | 0               | 0               |
| 5                  | Daniel Ashley Addo     | King Faisal Babies             | 03.09.1989        | 7               | 0               | 1               | 0               | 1               |
| 6                  | David Addy             | Randers FC                     | 21.02.1990        | 8               | 0               | 0               | 0               | 0               |
| 12                 | Ghandy Dassenu         | Liberty Professionals          | 09.08.1989        | 3               | 0               | 1               | 0               | 0               |
| 14                 | Daniel Opare           | Real Madrid CF                 | 18.10.1990        | 2               | 0               | 0               | 0               | 0               |
| 15                 | Philip Boampong        | Berekum Arsenal                | 01.01.1990        | 0               | 0               | 0               | 0               | 0               |
| 17                 | John Benson            | ASPIRE                         | 27.08.1991        | 2               | 0               | 0               | 0               | 0               |
| 19                 | Bright Addae           | All Stars FC                   | 19.12.1992        | 3               | 0               | 1               | 0               | 0               |
| Milieux de terrain |                        |                                |                   |                 |                 |                 |                 |                 |
| 3                  | Gladson Awako          | Heart of Lions Kpando          | 31.12.1990        | 5               | 0               | 0               | 0               | 0               |
| 7                  | Abeiku Quansah         | OGC Nice                       | 02.11.1990        | 6               | 1               | 2               | 0               | 0               |
| 8                  | Emmanuel Agyemang-Badu | Brong Ahafo United             | 02.12.1990        | 7               | 0               | 2               | 0               | 0               |
| 9                  | Agyemang Apoku         | Al Sadd Doha                   | 07.06.1989        | 5               | 0               | 0               | 1               | 0               |
| 10                 | André Ayew             | Athlétic Club Arles-Avignon    | 17.12.1989        | 7               | 2               | 1               | 0               | 0               |
| 13                 | Mohammed Rabiu         | UC Sampdoria                   | 31.12.1989        | 6               | 1               | 0               | 0               | 1               |
| Attaquants         |                        |                                |                   |                 |                 |                 |                 |                 |
| 11                 | Latif Salifu           | Liberty Professionals          | 01.08.1990        | 1               | 0               | 0               | 0               | 0               |
| 18                 | Ransford Osei          | FC Twente                      | 05.12.1990        | 7               | 4               | 0               | 0               | 0               |
| 20                 | Dominic Adiyiah        | Fredrikstad FK                 | 29.11.1989        | 7               | 8               | 1               | 0               | 0               |
| Sélectionneur      |                        |                                |                   |                 |                 |                 |                 |                 |
|                    | Sellas Tetteh          | -                              |                   |                 |                 |                 |                 |                 |